# Офицер (бронепоезд)
Бронепоезд «Офицер» — лёгкий бронепоезд (БЕПО[прояснить]) Вооруженных сил Юга России, действовавший с августа 1918 года до 30 октября 1920 года.  
Организационно бронепоезд состоял из боевой части (бронеплощадок, бронепаровоза, контрольных платформ), непосредственно ведущей бой, и базы (вспомогательного поезда), служащей для жилья команды и обслуживания БЕПО. Для повышения боевых возможностей бронепоезда, личный состав боевой части распределялся по сменам, поэтому в бою ею командовал или командир бронепоезда или один из старших офицеров БЕПО. 

## Формирование бронепоезда

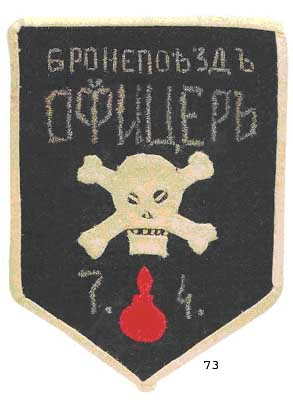
Вымпел бронепоезда «Офицер». 1919

Сформирован 7 августа 1918 года после взятия Добровольческой армией Екатеринодара из бронеплощадок, оставленных отступающими войсками РККА на левом берегу Кубани. Ввиду того, что Красная армия взорвала мост через Кубань и белые бронепоезда остались на правом берегу реки, он на время стал основным бронепоездом Добровольческой армии. 
Первоначально, боевая часть состояла из одной открытой платформы с трёхдюймовым орудием образца 1900 года и двух пулемётных бронеплощадок. Первый командир бронепоезда — капитан Харьковцев.

## Участие бронепоезда в Гражданской войне

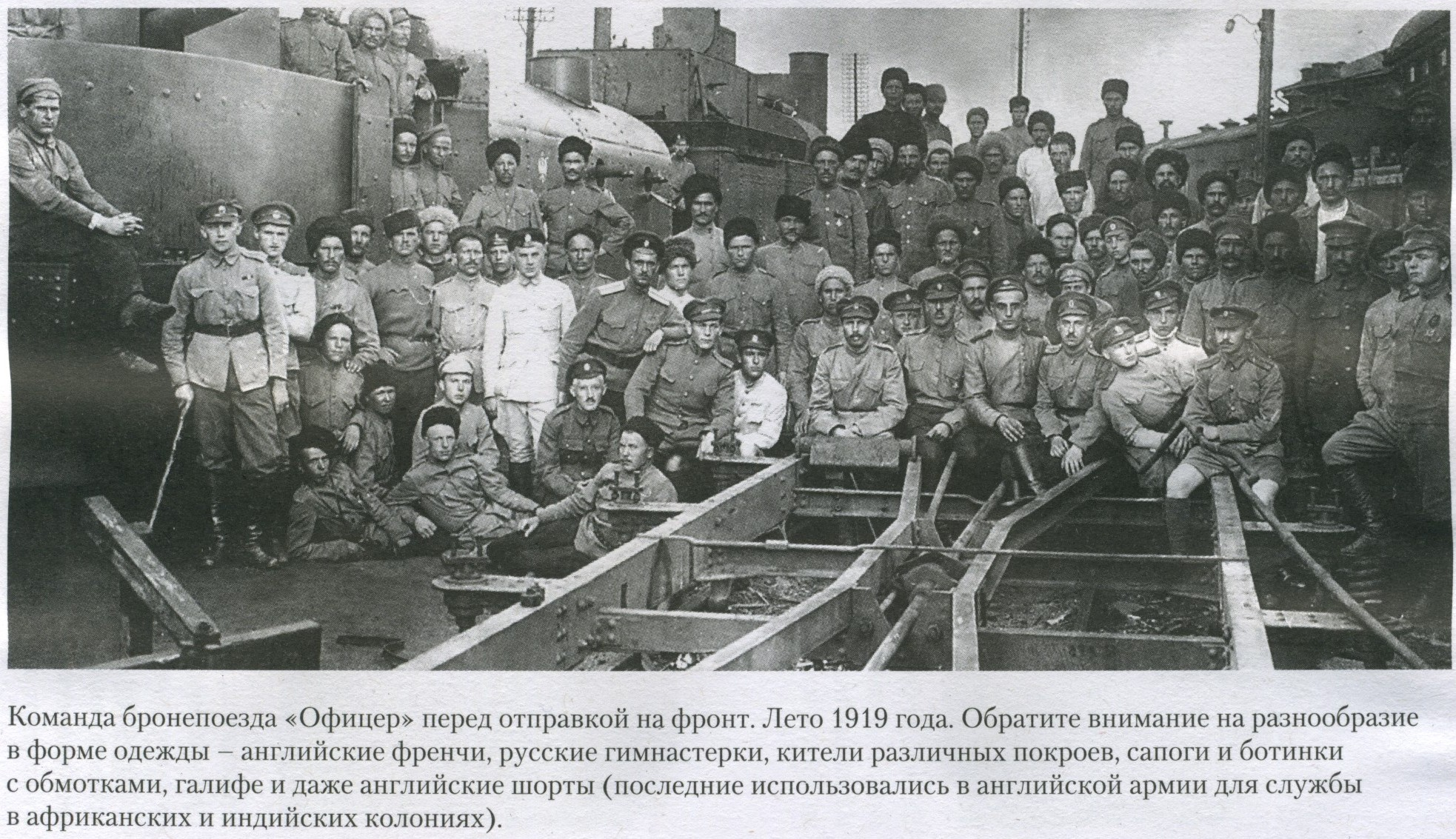
Команда бронепоезда «Офицер». Ростов на Дону. Агитационное фото ВСЮР. 1919

### На Кубани
Боевая деятельность бронепоезда отличалась высокой эффективностью: 9 августа, в первом своем бою у станции Абинская бронепоезд захватил ещё одну закрытую площадку с малокалиберными орудиями, куда было перемещено с открытой платформы трёхдюймовое орудие. 11 августа на станции Тоннельная был уничтожен при переезде в Новороссийск штаб красноармейцев. 13 августа поезд обеспечил огневую поддержку при вступлении добровольцев в Новороссийск, где было захвачено ещё 2 красных бронепоезда.
Своё название «Офицер» бронепоезд получил по одним данным 16 августа, по другим — в ноябре 1918 года. В последние дни августа — первые дни сентября бронепоезд принял участие в штурме Армавира. В результате повреждения, полученного у станции Гулькевичи с рельс сошла пулеметная площадка. Бронепоезду удалось с боем отойти на две версты, таща площадку по шпалам, а затем поставить её на рельсы. После взятия Армавира 3 — 4 сентября «Офицер» вместе с бронепоездом «Морской» продолжил бои на направлении Армавир — Невинномысская. В бою на перегоне у села Успенское 8 августа был тяжело ранен капитан Харьковцев. Командование бронепоездом взял на себя поручик Хмелевский.
10 сентября бронепоезд был переброшен на направление Армавир — Туапсе, где сдерживал наступление Таманской армии. После оставления белыми Армавира «Офицер» отступил с войсками к станции Кавказская. 17 сентября бронепоезд был отправлен в Новороссийск для ремонта и переформирования.
После ремонта в конце октября 1918 года в составе двух пулемётных бронеплощадок и десантного вагона бронепоезд под командованием полковника Ионина был переброшен под Ставрополь, где сыграл важную роль в его взятии. 
В конце ноября - первой половине декабря 1918 г. в исполнение должности командира бронепоезда вступил полковник М. И. Лебедев, который с 18 февраля 1919 г. стал его командиром. 
Достоверной информации о действиях бронепоезда в ноябре 1918 — первой половине февраля 1919 года нет.

### В Каменноугольном районе
Весной 1919 года бронепоезд оказался в Каменноугольном районе. 
9 марта 1919 г. под Дебальцево произошёл бой бронепоезда «Офицер» с бронепоездом № 3 Красной армии, которым командовала единственная в истории женщина-командир бронепоезда, эсерка-максималистка Л.Г. Мокиевская-Зубок, дочь одного из лидеров партии эсеров Н. Буховского. В результате прямого попадания снаряда бронепоезда «Офицер» в бронепаровоз бронепоезда № 3 Мокиевская-Зубок погибла.
30 марта в бою у станции Хацепетовка бронепоезд «Офицер» добился успеха: им был захвачен красный «2-й Сибирский бронированный поезд», названный в Добровольческой армии, в благодарность за своё появление, именем «Слава Офицеру». По данным М. Коломийца, «2-й Сибирский бронированный поезд», после ремонта на станции Грозный, где орудия получили характерные прямоугольные полубашни, стал называться «Офицер», и на фотографии, подписанной «Бронепоезд «Офицер» в Ростове-на-Дону. 1919», видны бронеплощадки, по крайней мере одна с характерными пулеметными амбразурами и орудийной полубашней, и бронепаровоз с высокой бронированной рубкой, принадлежавшие раннее «2-му Сибирскому бронированному поезду».

### В походе на Москву
После взятия Харькова в июне 1919 года бронепоезд обеспечивал поддержу наступления корниловцев вдоль железной дороги Харьков — Москва, маневрируя также на смежных направлениях.

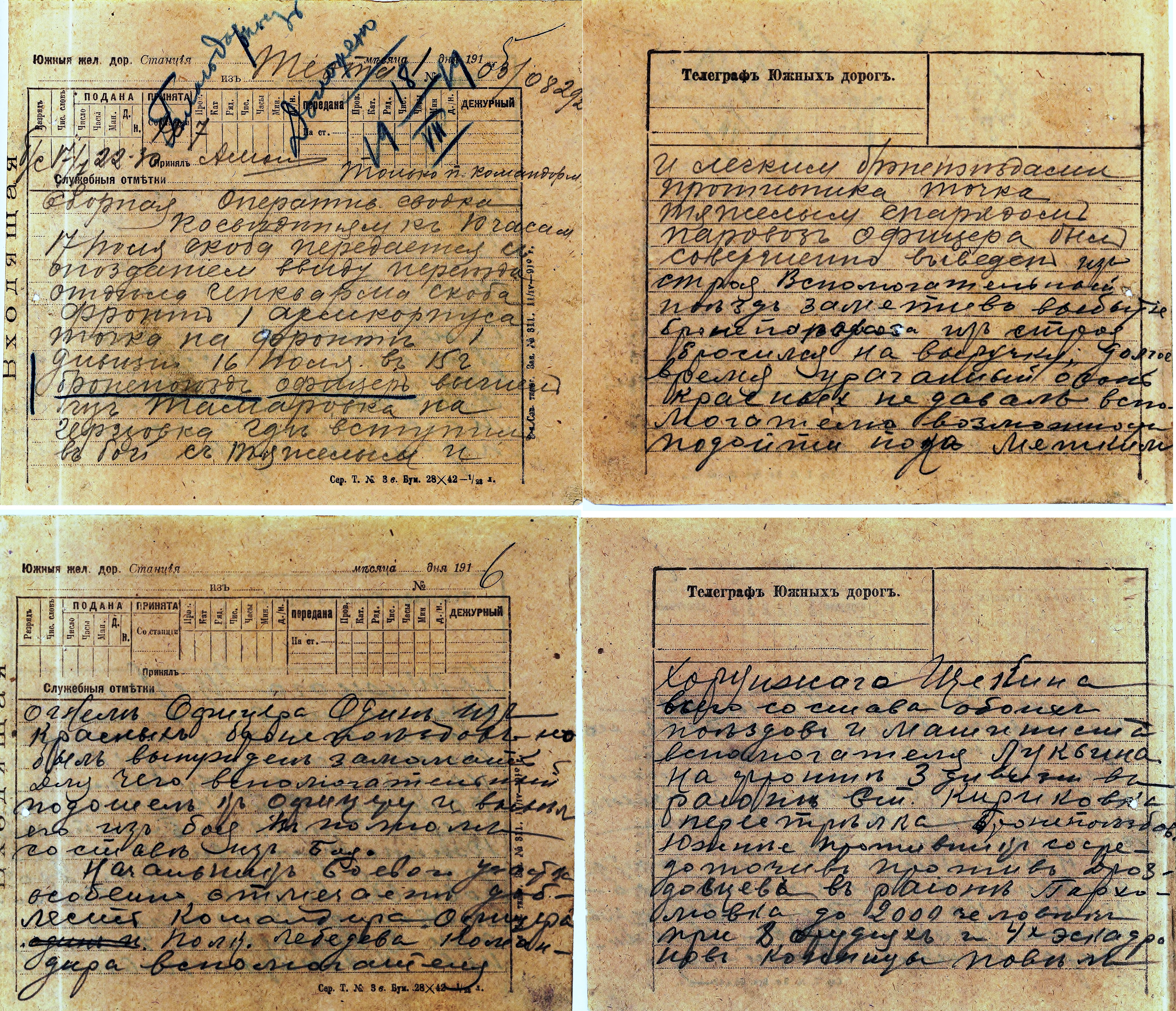
Фрагмент оперативной сводки 1-го армейского корпуса с описанием боя бронепоезда «Офицер» 16 июля 1919 г. с у ст. Герцевка двумя красными бронепоездами

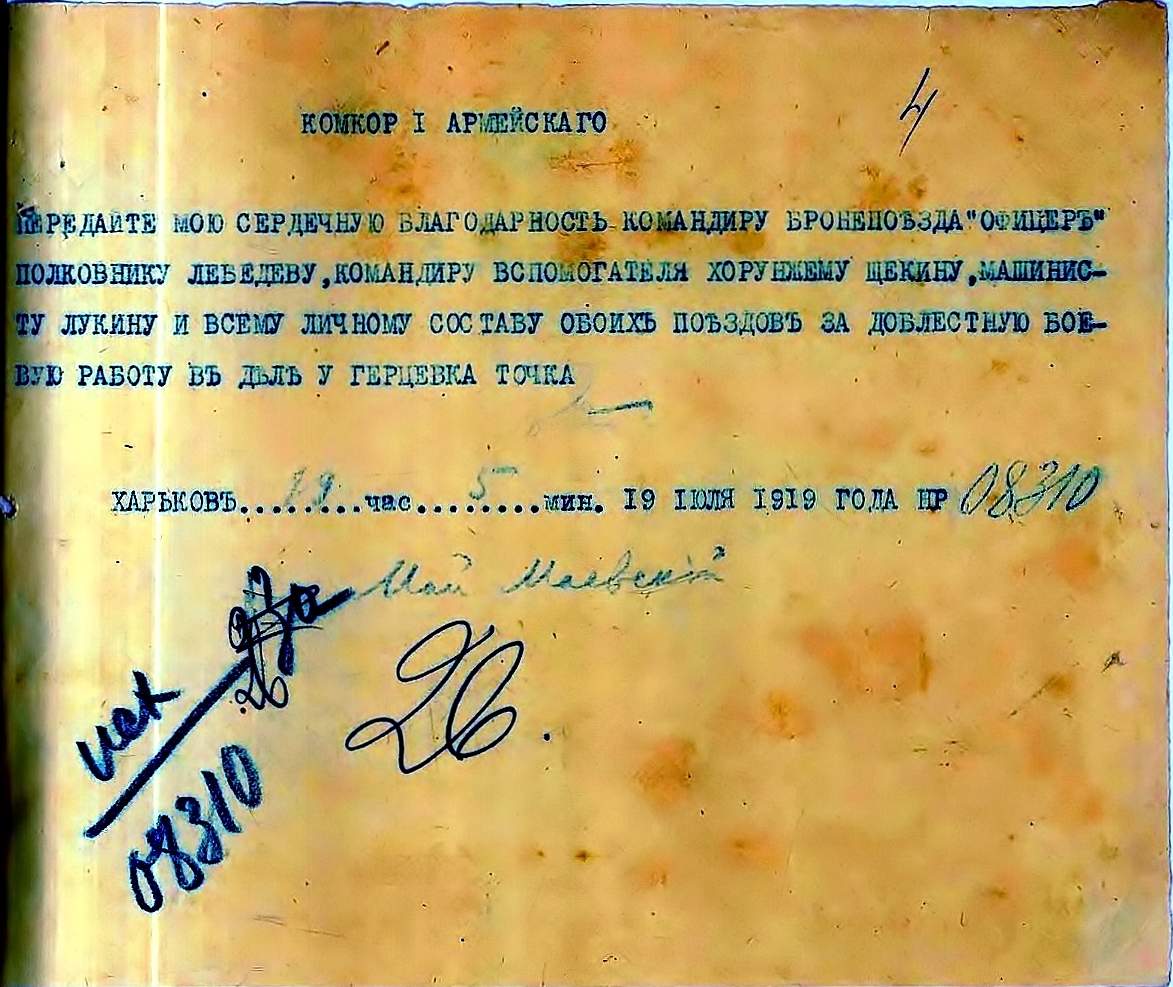
Благодарственная телеграмма генерала Май-Маевского команде бронепоезда «Офицер» за бой 16 июля 1919 г. у ст. Герцевка

Малоизвестный пример «Психической атаки бронепоезда»:
1 июля 1919 года бронепоезд «Офицер» вёл упорный бой с двумя бронепоездами красных, которые заняли станцию Герцовка, в 45 верстах от Белгорода, и обстреливали заставы Ингерманландского гусарского полка. Позади бронепоезда «Офицер» взрывом снаряда был перебит путь. Неприятельские 42-линейные (106,7 мм) орудия продолжали вести частый огонь, между тем как на головном 75-миллиметровом орудии бронепоезда «Офицер» были израсходованы все снаряды, и оно должно было замолчать. Несмотря на такое трудное положение, бронепоезд «Офицер» решительно двинулся на сближение с красными, не стреляя. Под впечатлением этой внезапной атаки неприятельские бронепоезда отошли за станцию Герцовка.
В ночь с 19 на 20 сентября «Офицер» при поддержке тяжёлого бронепоезда «Единая Россия» внезапно захватил станцию Курск и городской вокзал, после чего красные были вынуждены спешно покинуть город. В октябре 1919 года «Офицер» принимал участие в штурме Орла в связке с тяжёлым бронепоездом «Иоанн Калита». В период отступления белых от Орла бронепоезд «Офицер», прикрывая армию, с боями постепенно отходил на Кубань.

### Отступление и гибель
До конца февраля 1920 года бронепоезд «Офицер» находился в Екатеринодаре для охраны Ставки и поезда Главнокомандующего. 28 февраля он ушёл вместе со Ставкой в Новороссийск, где и был оставлен при эвакуации и взорван. В марте 1920 года команда бронепоезда состояла из 48 офицеров и 67 рядовых.

### Бронепоезд «Офицер» в Крыму
Весной 1920 года в Крыму на базе бронепоезда «Слава Кубани» вновь сформирован БЕПО «Офицер». Командир бронепоезда полковник Лебедев. 
В ночь на 30 октября 1920 года боевая часть БЕПО «Офицер», которой командовал капитан Лабович, погибла в бою у станции Таганаш (с 1952 года станция «Солёное озеро»). 
В 23 часа 31 октября оставшиеся в живых члены команды бронепоезда «Офицер» под командой полковника Лебедева, имея при себе стяг бронепоезда, панорамы, прицелы, затворы и шесть пулемётов, погрузилась на пароход Добровольного флота «Саратов», который доставил их в эмиграцию в греческий Галлиполи.
В строевом отношении в эмиграции члены команды были в составе 6-го отдельного бронепоездного артиллерийского дивизиона, сформированного из членов команд бронепоездов (командир дивизиона – генерал-майор В. П. Баркалов). 27 ноября 1921 года на большом пассажирском пароходе «Ак Дениз» дивизион был переправлен в Болгарию, а осенью 1925 г. переведен во Францию.
В 1938 году в Париже члены команды приняли участие в заседании, посвященном 20-летию основания первых бронепоездов Добровольческой армии, проходившем под председательством  М. И. Лебедева.